# Отбор Гуфи
„Отбор Гуфи“ (на английски: Goof Troop) е американски анимационен ситком, продуциран от Walt Disney Television Animation. Сериалът фокусира във връзката между самотния баща Гуфи и неговия син, Макс, както и неговите съседи Пийт и неговото семейство. Създаден е от Робърт Тейлър и Майкъл Пераза младши, сериалът се състои от 65 епизода.
Уолт Дисни Пикчърс пусна два филма, които послужиха като проследяване на сериала – „Гуфи“ (A Goofy Movie), който е пуснат по кината на 7 април 1995 г., както и продължението му „Екстремния филм на Гуфи“ (An Extremely Goofy Movie), пуснат директно на видео на 29 февруари 2000 г.

## „Отбор Гуфи“ В България
В България е излъчен по Канал 1 през 2005 г. с български дублаж. Дублажът е насинхронен в студио „Александра Аудио“ и продуцент на българската версия е Disney Character Voices International. Екипът се състои от:
| Озвучаващи артисти             | Веселин Ранков (Гуфи) Георги Тодоров (Пийт) Здрава Каменова (Макс) Георги Манев (Пи Джей) Елена Бозова (Пистъл) Ирина Маринова (Пег) Георги Спасов Ненчо Балабанов Здравко Димитров Стефан Сърчаджиев-Съра |
| Песента „Отбор гуфи“ изпълнява | Борис Солтарийски |
| Преводач                       | Здрава Каменова |
| Български текст на песните     | Десислава Софранова |
| Тонрежисьор                    | Стамен Янев |
| Режисьор на дублажа            | Симона Нанова |
| Творчески ръководител          | Венета Янкова |